# وارکرفت: روز اژدها
وارکرفت: روز اژدها (به انگلیسی: Warcraft: Day of the Dragon) نام کتابی خیال‌پردازی است، اثر ریچارد ای. ناک که جزو مجموعهٔ وارکرفت به حساب می‌آید. کتاب مزبور به روایتی چون دیگر کتاب‌های مجموعهٔ وارکرفت از روی دست‌نوشته‌های ناتمام جی. آر. آر. تالکین نوشته شده‌است.

## داستان
داستان بین وارکرافت ۲: جریان تاریکی و وارکرفت ۳: پادشاهی آشوب اتفاق می‌افتد. به یاری مدالی پر شده از قدرت ماورایی به نام اهریمن روان؛ الکستراتزا، ملکهٔ اژدهایان دنیای ازروث در بند طایفه‌ای از ارک‌ها است. ارک‌ها فرزندان ملکه را به ماشین‌های جنگی بدل کرده‌اند و آسمان‌ها را در اختیار گرفته‌اند. شورای جادوگران کیرین تور، به ترغیب کراسوس (جادوگر مرموز شورا)، جادوگری و بدنام به نام رونین را به مأموریتی غیرممکن می‌فرستند: آزاد کردن ملکه اژدها.
شورا، باز هم به ترغیب کراسوس همراه رونین، الفی به نام وریسا ویندرانر را می‌فرستند تا او را تا مرز قلمرو ارک‌ها راهنما شود.
از آن سو لرد پرستور، که گویا نجیب‌زاده‌ای است که مشاور ترناس، فرمانروای لردران شده، شاهان اتحاد لردران را به شورایی می‌خواند و در این شورا همه را به نیروی جادو و هیپنوتیزم وا می‌دارد تا او را فرمانروای قلمروی آلترک قرار دهند.
با وجود محرمانه بودن سفر رونین و وریسا، بسیاری از ماجرا سر در می‌آورند، من‌جمله گابلین‌ها که اربابان متعدد خویش را مطلع می‌کنند. که یکی پرستور باشد و دیگری نکروس، فرمانده ارک‌های ساکن قلعه گریم باتول که الکسستراتزا را به بند کشیده‌اند. در نتیجه در راه رفت اژدهایی به رونین حمله می‌کند. رونین و وریسا می‌گریزند تا سه دورف شیردال سوار به یاری‌شان می‌آیند و هیولا را از آن‌ها دور می‌کنند.
چندان دور نشده‌اند که شوالیه های سیلور هند به آن‌ها می‌رسند و اگر چه دل خوشی از جادوگران ندارند، اما به احترام الف بانو و اتحاد لردران ایشان را مهمان می‌کنند.
شب هنگام رونین که وسایلش را از دست داده، برای ارتباط جادویی با کراسوس به بالای باروی ارگ می‌رود و جادویش را به کار می اندازد. اما در همین لحظه انفجار شدیدی بارو را منهدم می‌کند و رونین قبلاً ز بیهوشی متوجه می‌شود که چنگالی عظیم او را در هوا گرفته‌است.
دانکن، فرمانده شوالیه‌ها رونین که ناپدید شده‌است را مقصر انفجار می‌داند و گروهی برای پیدا کردن او به راه می اندازد که وریسا هم همراه آنهاست.
روز نخست جستجو هنوز به پایان نرسیده که بادی شدید شروع به وزش می‌کند و رونین در میان اردوی دانکن ظاهر می‌شود. رونین چیزی به یاد ندارد. جز اینکه دستی که او را ربود پنجهٔ اژدهایی بود و او را برای نجات از آوار انفجار ربوده بود. اما این سخن آخر را در برابر دانکن به زبان نمی‌آورد. به یاری وریسا دانکن او را دربارهٔ انفجار بی‌گناه می‌یابد، اما مصر است تا او را دور کند و سوگند می‌خورد تا همراهان را به سلامت به کرانهٔ دریا برساند.
گروه به شهری در کرانهٔ دریا می‌رسند و آنجا را نیمه‌ویران می‌بینند. ارک‌ها بر دو اژدها به آنجا حمله کرده‌اند و تقریباً همه چیز را از جمله تمام کشتی‌ها از میان برده‌اند. وریسا، فالستاد، فرماندهٔ دورف‌های شیردال سوار را ترغیب می‌کند که رونین را با خود به مرز گریم‌باتول برسانند. فالستاد نهایتاً می‌پذیرد، اما وریسا و دانکن هم همراه با رونین می‌روند.
در این میان کراسوس که در می‌یابیم کوریالستراتز، اژدهای سرخ و همسر ملکه، است متوجه می‌شود که پرستور، همان مرگ‌بال نابودگر، اژدهای سیاه دیوانه و پنجمین اژدها از میان فرمانروایان فرقه‌های اژدها است که قصد دارد دنیایی جدید بیافریند و همهٔ آفریدگان دیگر را نابود کند.
کوریالستراسز به سراغ اژدهایان بزرگ دیگر می‌رود و تک‌تک با مالیگوس اژدهای جادو، نوزدورموی بی‌زمان و ایسرا بانوی خواب و مرگ می‌رود تا ایشان را وادارد کاری کنند. به یاد همه می‌آورد که اهریمن روان در واقع قدرت‌های خود ایشان را در خود دارد و اگر به چنگ مرگ‌بال بیفتدنابودی آن‌ها و به دنبالش تمام جهان را در بر دارد.
گروه رونین، در راه به دو اژدهایی برمی‌خورند که نکروس به استقبالشان فرستاده است. در نبردی دانکن قهرمانانه یکی از اژدهایان را می‌کشد و خود نیز از زخم تبر ارکی که سوار اژدهاست، می‌میرد. نبرد به نفع ارک‌ها در جریان است که ناگهان مرگ‌بال به کمک می‌آید و اژدهای دیگر را به شدت زخمی‌کرده و رونین را هم می‌رباید و با خود می‌برد. روی زمین او به شکل پرستور در می‌آید و به رونین می‌گوید که در آزادی الکستراتزا کمکش خواهد کرد به شرطی که فرمانبردار باشد. گردن‌بندی از سنگی سیاه که از وجود خود اوست به رونین می‌دهد تا با او در ارتباط باشد. سپس ماشین پرندهٔ گابلین‌ها از راه می‌رسد و به فرمان پرستور رونین را به سمت گریم‌باتول می‌برد.
از آن سو وریسا و فالستاد هم به دنبال رونین می‌روند و وریسا که حسی به رونین پیدا کرده، تا او را نیابد آرام نمی‌گیرد. او گمان می‌کند که برخلاف چیزی که ساحر به او گفته، مأموریت رونین چیزی بیش از پرس و جو شناسایی است و می‌داند که رونین در سرزمین ارک‌ها بدون نیروی جنگ‌آوری توانا کاری از پیش نخواهد برد. الف و دورف، با حیلهٔ کریل گابلین خدمتگزار نکروس و پرستور به چنگ ترول‌ها می‌افتند. اما جوخه‌ای از دورف‌های کوه نشین و خویشاوندان فالستاد، به موقع به آنان می‌رسند و با کشتار ترول‌ها آن دو را آزاد می‌کنند. وریسا در می‌یابد که دورف‌ها فرمانبردار کراسوس جادوگر هستند. فرماندهٔ دورف‌ها سنگی همانند گردنبند رونین به آن‌ها می‌دهد و آن دو را به گریم باتول می‌رساند.
رونین به گریم‌باتول می‌رسد و به چنگ نکروس اسیر می‌شود. نکروس پس از دیدن اژدهایان مرده‌اش و رونین گمان می‌برد که اتحاد قصد حمله به گریم‌باتول را دارد، دستور تخلیهٔ گریم‌باتول و پیوستن به نیروهای جبههٔ شمال را می‌دهد. و این همان چیزی است که کوریالستراسز و مرگ‌بال می‌خواهند.
رونین را ارک‌ها اسیر غولی آتشین می‌گذارند و وقتی وریسا و فالستاد به راهنمایی کریل به زور شمشیر به او می‌رسند نیمه‌جان است. اما در بیرون از گریم باتول، مرگبال به انتظار ارک‌ها و تخم‌های ملکه اژدها که آن‌ها با خود حمل می‌کنند نشسته، غافل از اینکه اتحاد اژدهایان بزرگ پس از ده هزار سال دوباره علیه او تشکیل شده‌است: نوزدورمو، مالیگوس و ایسرا که برای نجات خواهر در بندشان به سرعت به طرف گریم باتول پرواز می‌کنند. . .